# آمانتئا
آمانتئا (به ایتالیایی: Amantea) یک سکونتگاه مسکونی در ایتالیا است که در استان کزنتزا واقع شده‌است.

## خصوصیات
آمانتئا ۲۸ کیلومترمربع مساحت و ۱۳٬۷۵۴ نفر جمعیت دارد و ۵۰ متر بالاتر از سطح دریا واقع شده‌است.